# Coppenamepunt
Coppenamepunt is een landpunt bij Boskamp in het district Saramacca in Suriname. De landpunt wordt gevormd door de samenvloeiing van de rivieren Coppename en Saramacca.
Een oude veersteiger herinnert aan de oude oversteekplaats op deze plek. Er liggen een aantal landbouwgronden. Coppenamepunt werd in de periode 2005-2010 aangesloten op het elektriciteitsnetwerk en in 2015 op het waterleidingnet.
Er bevindt zich hier een marinepost van waaruit wordt gepatrouilleerd op water. Ook is er een aanlegplaats voor vissers.
Om de gevaarlijke doorvaart te vermijden, werd medio 19e eeuw een verbindingskanaal overwogen tussen de rivieren Saramacca en Coesewijne.